# Igreja de Lomisa

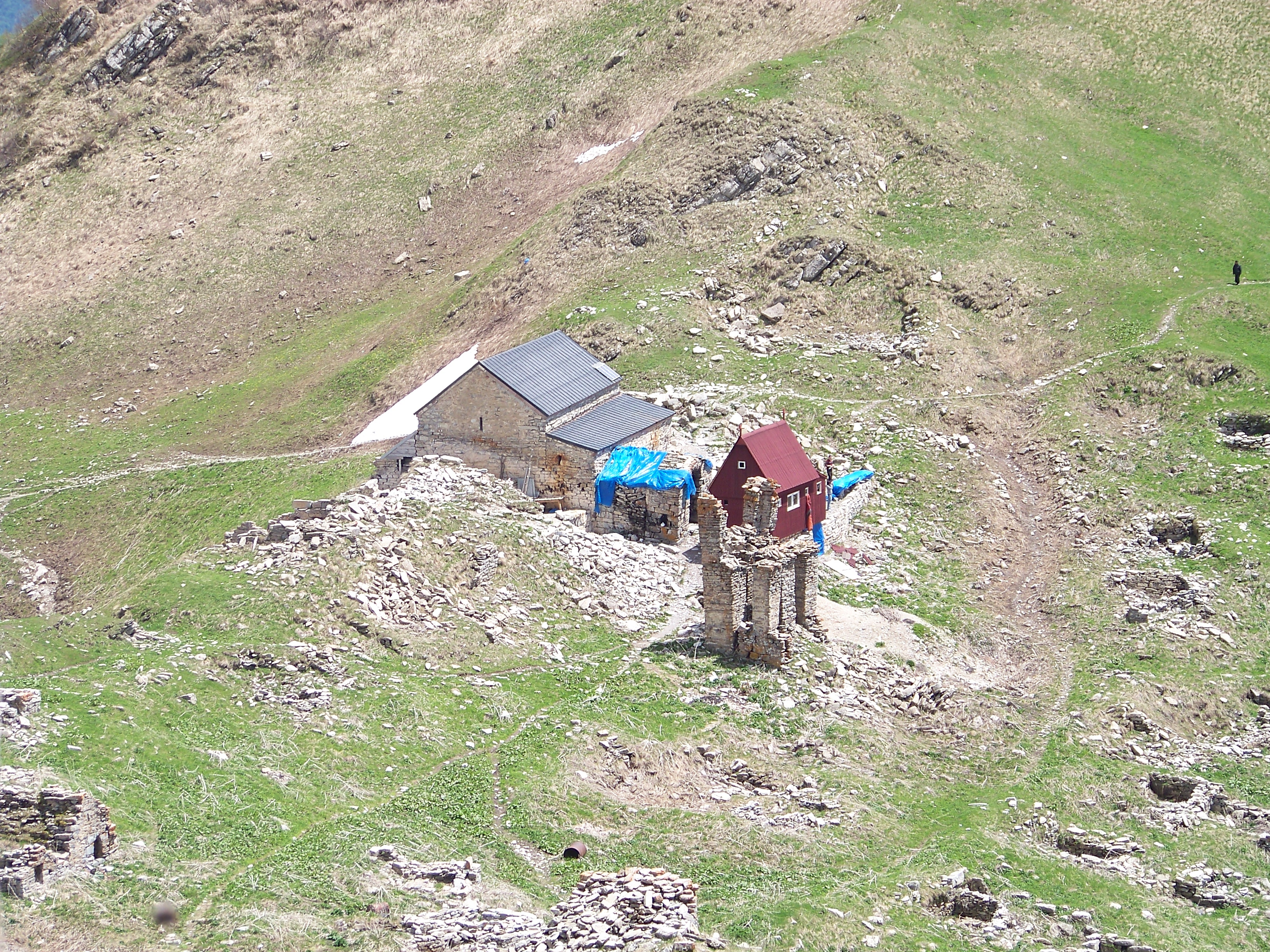
Igreja de Lomisa

A igreja de Lomisa (em georgiano:  ლომისა) é um santuário cristão medieval no leste da Geórgia, dedicado a São Jorge. É uma igreja-salão de pedra construída no século IX ou X. A igreja fica a cerca de 2.200 metros acima do nível do mar, em uma cadeia de montanhas, na bacia do rio entre os vales de Ksani e Araguevi. Lomisa é o principal santuário da província de Metiuleti e das comunidades vizinhas, bem como o cenário para um festival anual na sétima semana após a Páscoa, que apresenta um sacrifício em massa de animais. Devido à sua importância histórica e cultural, a igreja é considerada um Monumentos Culturais de Importância Nacional.

## História

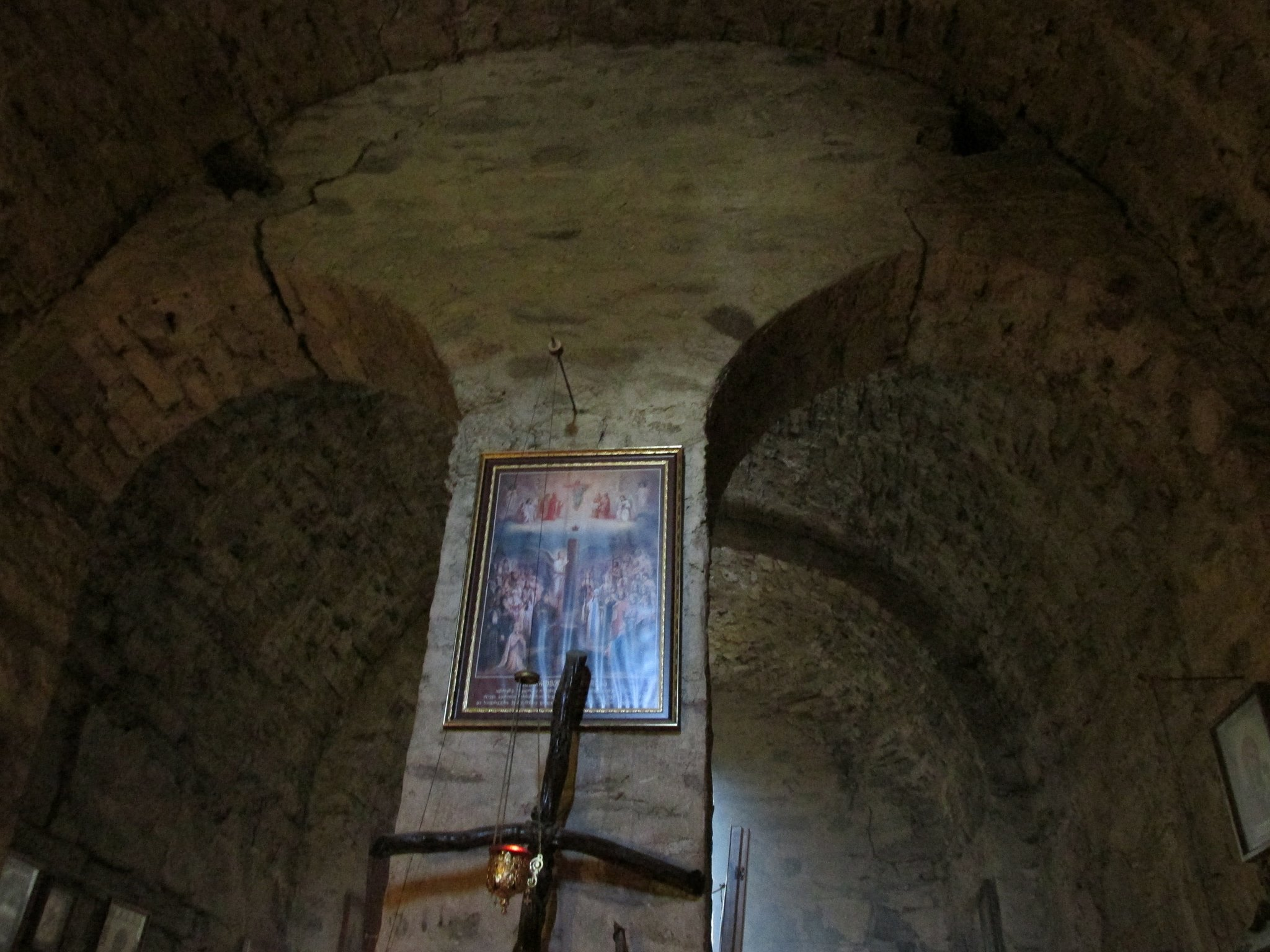
Interior da igreja

Lomisa aparece em diferentes lendas locais e contos populares. Um deles diz que a igreja foi construída para comemorar a libertação de 7.000 georgianos por intervenção do ícone de São Jorge, montado em um boi chamado Loma ("leão"). Outra lenda diz que um capitão provocou a ira do ícone quando ele cortou a porta da igreja para pegar lenha: os soldados ficaram cegos e sua visão não retornou até que o capitão prometesse doar uma porta de ferro para a igreja. Uma porta de carvalho, coberta com uma placa de ferro com textos georgianos dos séculos XVI e XVII inscritos, ainda está preservada dentro da igreja. A igreja também apresenta uma antiga corrente de ferro que os crentes colocam em volta do pescoço e caminham ao redor do santuário três vezes no sentido anti-horário para fazer uma promessa ou fazer um pedido. 

## Arquitetura

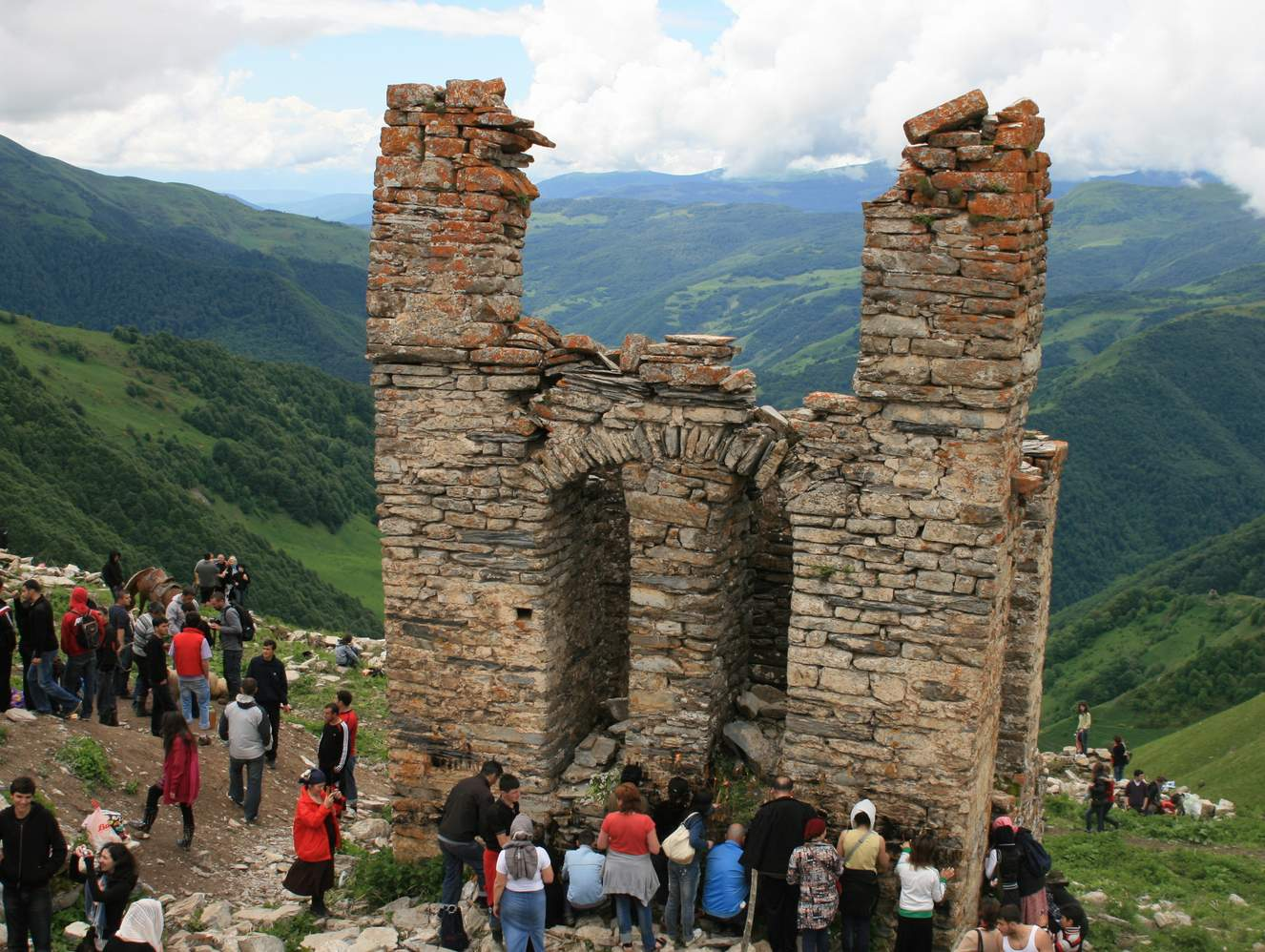
Festival Lomisoba na Geórgia, 2011

Lomisa é uma Igreja-salão, medindo 14.5 × 7.8m e foi construída em pedra. O edifício original data do século IX ou X. Existem dois anexos que foram construídos mais tarde, ao sul e ao norte. Partes da igreja foram arruinadas. O interior foi remodelado várias vezes ao longo da história. Na igreja existente, o teto abobadado repousa sobre um arco. As paredes longitudinais possuem nichos . O prédio da igreja é cercado por ruínas de várias estruturas, incluindo colunas irregulares do que antes era uma torre sineira de dois andares ao sul da igreja.

## Lomisoba
Todos os anos, na sétima semana depois da Páscoa, milhares de pessoas de várias regiões da Geórgia, especialmente Mtiuleti, Khevi e Khevsureti, fazem uma peregrinação à igreja de Lomisa. O festival Lomisoba apresenta um ritual de sacrifício de animais em grande escala no vale da igreja. Na década de 2010, ativistas pró-animais criticaram a tradição, mas os moradores locais se recusaram a abandonar a tradição. O clero ortodoxo da Geórgia declarou que a igreja "prefere sacrifícios sem derramamento de sangue", mas não proíbe a tradição de matar animais.